# Курьяново (Чухломский район)
Курьяново — деревня в Чухломском сельском поселении Чухломского района Костромской области России.

## География
Деревня расположена у автодороги Судиславль — Солигалич Р100.

## История
Согласно Спискам населенных мест Российской империи в 1872 году деревня относилась к 1 стану Чухломского уезда Костромской губернии и располагалась на почтовом тракте из Чухломы в Галич. В ней числилось 14 дворов, проживало 34 мужчины и 39 женщин.
Согласно переписи населения 1897 года в деревне проживало 66 человек (24 мужчины и 42 женщины).
Согласно Списку населенных мест Костромской губернии в 1907 году деревня относилась к Муравьищенской волости Чухломского уезда Костромской губернии. По сведениям волостного правления за 1907 год в ней числилось 12 крестьянских дворов и 76 жителей.
После Великой Отечественной войны в 1 километре южнее деревни был образован одноименный посёлок.

## Население
| 2008 | 2010 | 2014 |
| ---- | ---- | ---- |
| 0    | ↗3   | ↘0   |